# Liuyang
Liuyang är en stad på häradsnivå som lyder under provinshuvudstaden Changsha i Hunan-provinsen i södra Kina.
Liuyang kan spåras tillbaka ända till Handynastin och ortens historia är tätt sammanflätad med närliggande provinshuvudstaden Changshas historia. 1983 omvandlades häradet Liuyang till en stad på häradsnivå. Ortens befolkningsmajoritet har traditionellt tillhört hakka-folket.
Enligt en kinesisk tradition kommer svartkrutets uppfinnare från staden och Liuyang är idag känt för sin fyrverkeriindustri.

## Kända personer
- Tan Sitong (1865-1898), politisk reformator och dissident under den sena Qingdynastin;
- Hu Yaobang (1915-89), generalsekreterare i Kinas kommunistiska parti 1982-87;
- Wang Zhen (1908-1993), general i Folkets befrielsearmé och kommunistisk politiker.